# Sandra Kaiser
Sandra Kaiser (ur. 2 lutego 1983) – austriacka skoczkini narciarska.
W 1999 wygrała pierwszą edycję FIS Ladies Grand Tournee, przed Karlą Keck i Danielą Iraschko. Wygrała wówczas trzy z pięciu konkursów – w (Baiersbronn, Schönwald i Breitenberg), a w Ramsau była druga.
W 2001 na mistrzostwach Austrii w miejscowości Villach zdobyła brązowy medal.